# Sidekæde
En sidekæde er i organisk kemi og biokemi en del af et molekyle, der er bundet til hovedstrukturen. Normalt betegnes en sidekæde med bogstavet R. Termen sidekæde bruges meget inden for proteinkemien, da alle proteiner har en forskellig sammensætning af aminosyrer, der hver især adskiller sig udelukkende ved deres sidekæders egenskaber.